# Scáthach
Scáthach nUanaind is de naam van een personage uit de Schotse mythologie. Zij was volgens de verhalen een Schotse meesterkrijgster die verheven werd tot Gaelische godin van de doden, de gesneuvelden en Tír na nÓg, de doorgang naar het dodenrijk.

## De legende van Scathach
Scáthach was een gewoon mens tot ze in aanraking kwam met de Tuatha Dé Danann. Op slagvelden zoekt ze zielen van pas gestorvenen. Deze begeleidt ze op de Imrama na Anam ('dodenreis') naar Tír na nÓg, het land van de eeuwige jeugd en schoonheid. Hoewel krijgers voorrang krijgen, helpt Scáthach verdwaalde (anders) gestorvenen ook wanneer deze verdwalen op de Imrama na Anam. Levende zielen helpt ze niet.
Scáthach was bij leven een meesteres in de krijgskunst, die volgens de Ulstercyclus les gaf aan Cú Chulainn, aan wie ze de Gáe Bulg gaf. Hij zou in zijn jeugd naar haar krijgskunstschool op het Schotse eiland Skye gekomen zijn voor onderricht. Scathach was volgens de legende helderziend en voorspelde onder meer Cú Chulainn de toekomst. 
Scáthach zou de dochter zijn geweest van de koning van de Scythen. Over haar nakomelingen bestaan verschillende lezingen. 